# لويس كونغو
لويس كونغو هو لاعب كرة قدم إكوادوري في مركز الهجوم، ولد في 27 فبراير 1989 في Mira Canton ‏ في الإكوادور. لعب مع إل. دي. يو. كيتو وسوسيداد ديبورتيفو كيتو ونادي ديبورتيفو إل ناسيونال.

## وصلات خارجية
- لويس كونغو على موقع قاعدة بيانات كرة القدم.إي يو (الإنجليزية)
- لويس كونغو على موقع Soccerway.com (الإنجليزية)